# ليزلي جنسن
ليزلي جنسن (بالإنجليزية: Leslie Jensen)‏ هو سياسي أمريكي، ولد في 15 سبتمبر 1892 في هت سبرينغز في الولايات المتحدة، وتوفي في 14 ديسمبر 1964 في رابيد سيتي في الولايات المتحدة. نشط حزبياً في الحزب الجمهوري. وقد انتخب حاكم داكوتا الجنوبية ‏ (5 يناير 1937 – 3 يناير 1939).